# 东区 (大田广域市)
東區（：／ Dong gu */?） 是大韓民國大田廣域市的一個區，位於市東部、大田川以東，東界忠清北道，南界忠清南道。北臨錦江。136.8平方公里，2009年人口249,367人。下分16洞。1977年設區。

## 姐妹城市
- 大韓民國忠清北道沃川郡
- 中华人民共和国江蘇省蘇州市廣陵區